# Sakae Krang

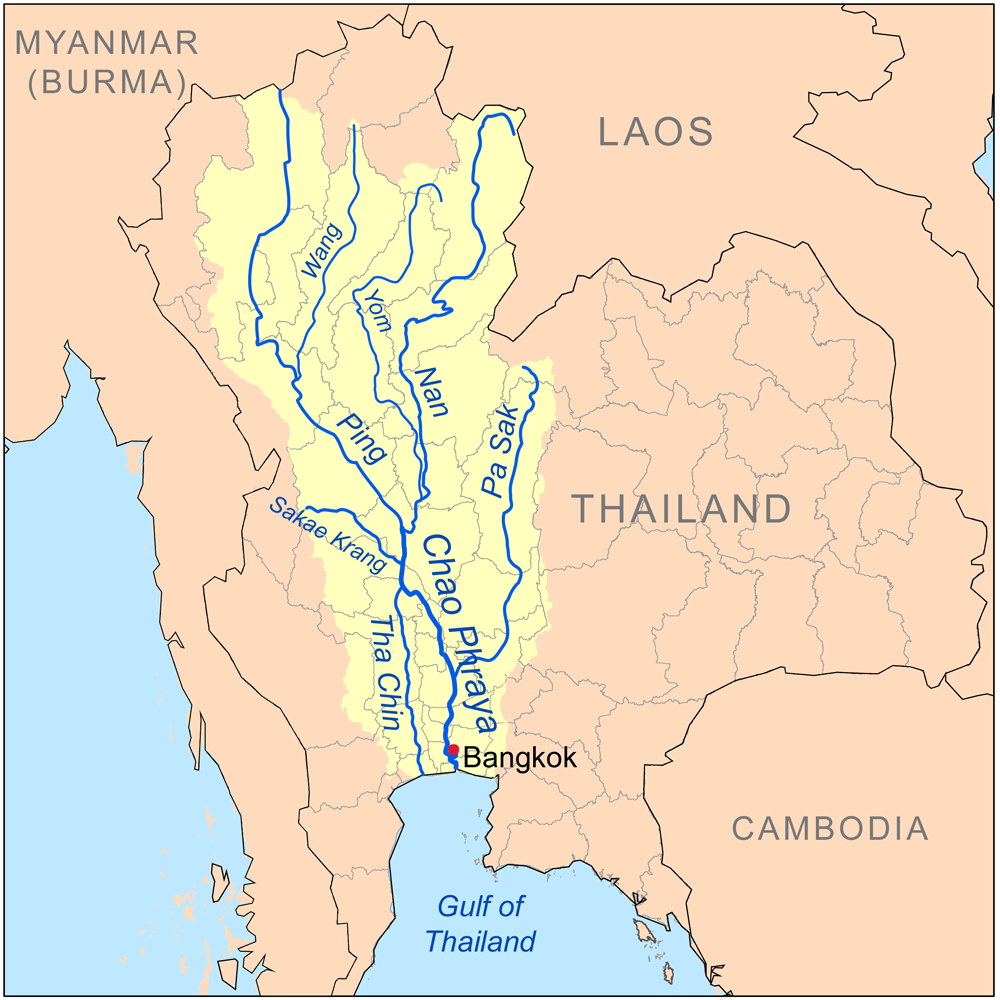
Het stroomgebied van de Chao Phraya met zijn zijrivieren.

De Sakae Krang (Thai: แม่น้ำสะแกกรัง) is een zijrivier van de Chao Phraya, Thailand. De oorsprong ligt in nationaal park Mae Wong in de provincie Kamphaeng Phet. De rivier is 225 kilometer lang. Het grootste stuk van de rivier ligt in de provincie Uthai Thani. Het stroomt naar de Chao Phraya bij Uthai Thani nabij What Tha Sung. Het stroomgebied van de Sakae Krang bedraagt 5.191 km².
Volgens de Toeristische Autoriteiten van Thailand maken de inwoners van Uthai Thani gebruik van de Sakae Krang door er pandanus op te laten groeien en om te vissen. Dit is de grootste bezigheid van de inwoners.